# Vener
Die Vener waren eine Patrizierfamilie in Schwäbisch Gmünd (und später in Straßburg), die durch die langjährigen Forschungen von Hermann Heimpel in der Geschichtswissenschaft bekannt geworden sind.
Wichtige Vertreter waren:
- Reinbold Vener der Ältere
- Job Vener